# 109 a. C.
El año 109 a. C. fue un año del calendario romano prejuliano. En el Imperio romano, fue conocido como el año 645 Ab Urbe condita.

## Acontecimientos
- Quinto Cecilio Metelo el Numídico y Marco Junio Silano son cónsules.
- El cónsul Quinto Cecilio Metelo es enviado a las provincias norteafricanas para derrotar a Yugurta.
- Mitrídates I de Comagene se casa con Laódice VII Tea.
- Aprovechando la decadencia seléucida tras la muerte de Antíoco VII, Juan Hircano de Jerusalén se independiza y emprende una política expansionista; incorpora al reino Samaria e Idumea, cuyos habitantes fueron obligados a aceptar el judaísmo.[1]
- Hispania Ulterior: el pretor Quinto Servilio Cepión vence a los lusitanos.[2]